# Bachhappanahalli, Chintamani
Bachhappanahalli là một làng thuộc tehsil Chintamani, huyện Kolar, bang Karnataka, Ấn Độ.